# Kalle Sauerland
Kalle Sauerland (født 14. april 1977 i Wuppertal) er en tysk boksepromoter og manager. Han er søn af boksepromoteren Wilfred Sauerland, der i 2010 blev tilføjet til International Boxing Hall of Fame. De leder i fællesskab Team Sauerland og var idétagerne til bokseturneringen Super Six World Boxing Classic, som deres bokser Arthur Abraham deltager i. De er også promotere for Mikkel Kessler som måtte trække sig fra turneringen på grund af en øjenskade.
Hans mor er svensk og han voksede op i Nordlondon. Han flyttede i sine ældre år til Hamburg i Tyskland hvor han nu bor med sin kone og to børn.
Kalle Sauerland er meget sportsinteresseret og stor fodboldtilhænger. Han har haft et sæsonkort til Tottenham hele livet.[kilde mangler]